# Johann Ludwig Havenreuter

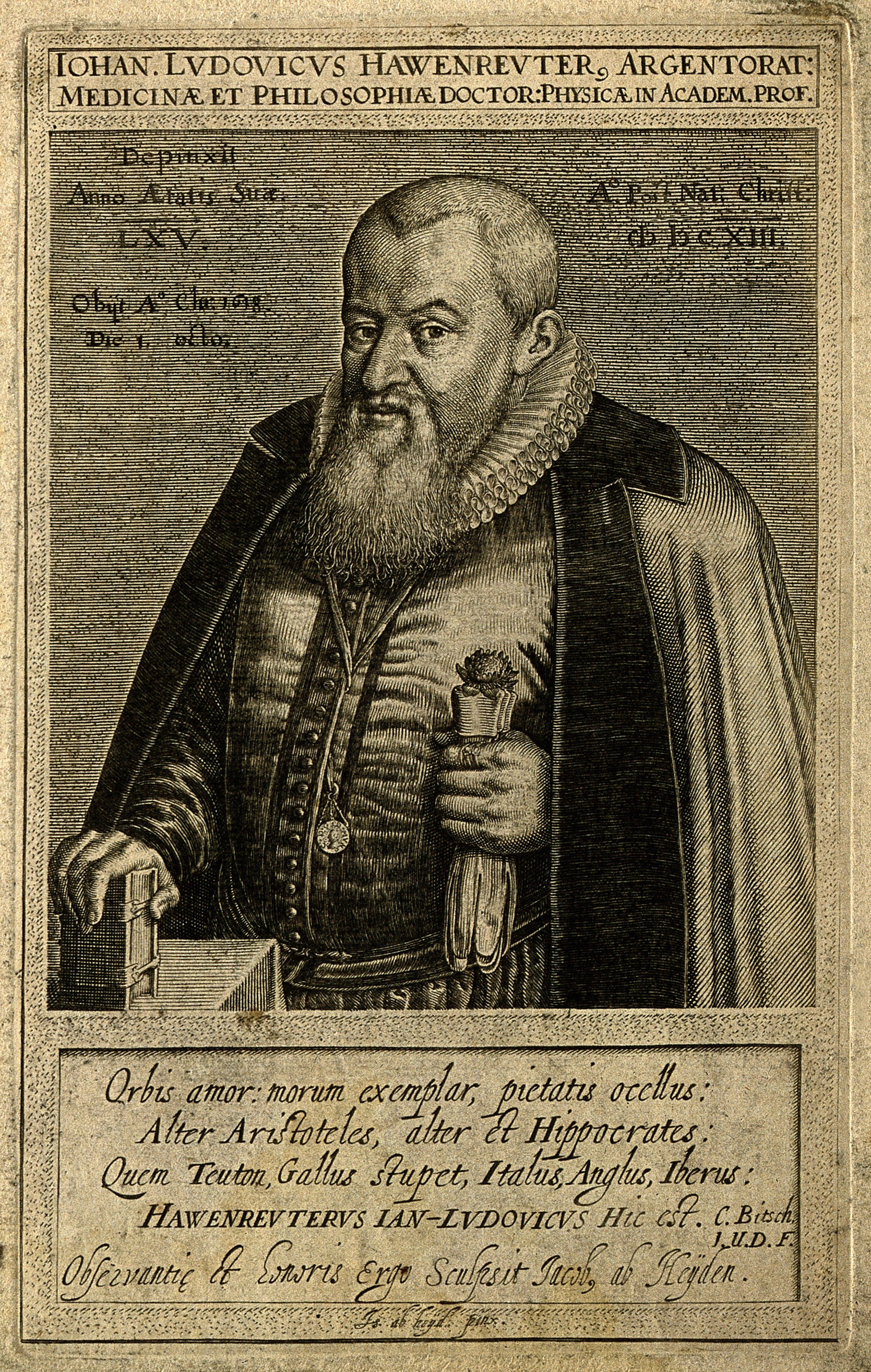
Johann Ludwig Hawenreuter, 1613

Johann Ludwig Havenreuter oder Hauenreuter (auch Hawenreuter; * 1. August 1548 in Straßburg; † 1. Oktober 1618 ebenda) war ein deutscher Philosoph, Mediziner und Hochschullehrer.

## Leben
Havenreuter war der einzige Sohn des Medizinprofessors und Straßburger Stadtarztes Sebald Havenreuter. Er erhielt seine Ausbildung bei Hieronymus Wolf in Augsburg und besuchte das Gymnasium in Straßburg und die dortige Universität. In Straßburg stand er unter dem Einfluss von Johannes Sturm und Andreas Planer. Am 9. Februar 1574 wurde er an der Straßburger Universität zum Doktor der Philosophie promoviert, 1586 an der Universität Tübingen zum Doktor der Medizin. 
Havenreuter wurde 1674 Professor der Philosophie an der Universität Straßburg, 1677 erhielt er außerdem ein Kanonikat am Thomasstift. 1785 wurde er in Straßburg Professor der Medizin, 1786 außerdem Stadtphysicus. 1589 wechselte er auf die Professur der Physik, Metaphysik und Logik. Er übernahm mehrfach Ämter in der akademischen Selbstverwaltung, so war er sechsmal Dekan der Medizinischen Fakultät und dreimal Rektor der Universität. Ab 1596 konzentrierte er sich aus gesundheitlichen Gründen auf seine Professur, wurde jedoch noch 1611 Dechant und 1614 Propst des Thomasstiftes.
Er genoss als Arzt und Lehrer hohes Ansehen und galt als Freund der Armen sowie als religiöser Mann. Beachtung fanden seine Kommentare zur den Schriften des Aristoteles. Er wird unter anderem in einer Schrift von Johanna Otho gewürdigt. Zu seinen Schülern zählte Isaak Fröreisen.

## Werke (Auswahl)
- Addagia classica, Straßburg 1573.
- Oratio de Arte Medica, Zeznerus, Frankfurt 1586.
- Commentaria ... in libros octo physicorum Aristotelis, Zetznerus, Straßburg 1605.
- Commentarii ... in Aristotelis philosophorum principis de animo & parva naturalia dictos libros, Collegio Musarum Paltheniano, Frankfurt 1605.
- Commentaria ... in libros quatuor de coelo, et duos de ortu et interitu, Zetzner, Straßburg 1606.